# Arthur Drakeford
Arthur Samuel Drakeford (26 de abril de 1878 - 9 de junho de 1957) foi um político australiano que serviu como membro da Câmara dos Representantes de 1934 a 1955, representando o Partido Trabalhista. Ele serviu como Ministro da Aeronáutica e Ministro da Aviação Civil de 1941 a 1949, e durante a Segunda Guerra Mundial foi o ministro responsável pela Real Força Aérea Australiana. Ele também foi responsável pelo estabelecimento da companhia aérea doméstica Trans Australia Airlines e pela nacionalização da Qantas.